# Massimo Spinetti
Massimo Spinetti (Veroli, 26 settembre 1943) è un diplomatico italiano.

## Biografia
Si laurea in scienze economiche e commerciali nel 1967 all'Università degli Studi di Roma "La Sapienza". In seguito a concorso, entra in carriera diplomatica nel 1967. Nei primi anni di carriera viene destinato a Lagos, Stoccolma e Canberra. Dal 1983 al 1987 è Console generale ad Hannover . Dal 1987 rientra al Ministero alla Direzione Generale per le Relazioni Culturali e successivamente viene nominato Vice direttore generale della stessa direzione.
Dal novembre 1995 al luglio 1999 è ambasciatore d'Italia a Lubiana e dal luglio 1999 al 2002 ambasciatore d'Italia a Panama. Dal 2002 al 2007 è Vice Ispettore Generale presso il Ministero degli Affari Esteri. Conclude la sua carriera come ambasciatore d'Italia a Vienna (dal 28 Aprile 2007 al 15 luglio 2010).
Nel 2010 va in pensione.
Dopo il suo servizio diplomatico ha condotto diverse ricerche di storia diplomatica in particolare su Metternich e Costantino Nigra. Ha pubblicato saggi e articoli.
È autore di varie opere teatrali con musiche dell'epoca. Tra queste una sulla vita di Pauline von Metternich, nipote del Cancelliere dell'impero Asburgico, una sul Congresso di Vienna tratta dal diario di Jean-Gabriel Eynard (1775 a Lione – 1863), banchiere ginevrino e diplomatico, una su Desirée Clary e il suo rapporto con Napoleone Bonaparte. È stato presidente della Cassa Mutua Prunas, associazione di solidarietà, assistenza e previdenza per il personale del Ministero degli Affari Esteri e della Cooperazione Internazionale (Italia),  nonché socio fondatore e membro del Consiglio direttivo dell'Associazione diplomatici a riposo (ASSDIPLAR).